# Джаро-Белоканские общества
Джаро-Белоканские (аваро-цахурские) джамаатства (вольные общества) — военно-политические образования, располагавшиеся на северо-западе современного Азербайджана. Возникли в XVI веке. Представляли собой социально-политические образования, созданные на основе кровного родства. Подразделялись на пять обществ: Джарское, Белоканское, Тальское, Джиныхское и Мухахское. После нескольких российских военных экспедиций и установления контроля над территорией русскими войсками в 1806 году упразднённые вольные общества вошли в состав Закатальского округа Российской империи.

## Национальный состав, система управления
Общества по отдельности состояли из дагестанских (аварских, ахвахских, цахурских, лезгинских), тюркских (мугальских) и грузинских (ингилойских) селений. Про многообразие дагестанских племён Джаро-Белоканских обществ говорится следующее: 
Участие Джарцев отнюдь не значит, что участвовали аварцы, так как в Джаро-Белоканах проживало не одно племя, а переселившиеся и вытеснившие грузин дагестанцы. Очевидно что речь идёт о цахурах живущих и по ныне, а так же малое число лезгин...
Согласно российским историкам XIX века, население обществ делилось по социальному составу на две группы: аварцев и цахуров, игравших решающую роль в системе управления джамаатами, и на мугалов и ингилоев, полностью потерявших все права и полномочия. Однако этот вопрос в дальнейшем не был исследован в полной мере, что повлекло неверные представления о населении обществ. Такая система управления возникла в результате того, что аварцы, мигрировавшие с севера Большого Кавказа после поселения в Джаро-Тальском ущелье, взяли под свою защиту местное население от нападений кахетинских царей. При этом они не вмешивались в их внутренние дела, то есть не изменили внутреннюю систему управления в мугальских и ингилойских селениях. Аварцы и цахуры ограничились обложением местного населения кешкельным налогом.
Сельскими общинами руководили аксакалы, духовные лица вели судебные дела на основе законов шариата. Высшим органом джамаатства было Народное собрание. Земли джамаата и пашни одинаково принадлежали всем членам джамаатства.
Джарцы и их соседи совершали постоянные набеги на соседние области Азербайджана и Грузии. При этом похищались люди, за которых требовали выкуп или превращали их в рабов. Вплоть до начала XIX века Джар был одним из самых больших невольничьих рынков на Кавказе.
Джарцы обложили данью 22 ингилойских (грузинских) и мугальских (тюркских) селения. Сначала дань платилась всему вольному обществу, но с течением времени она стала попадать в руки только его верхушки. Это способствовало процессу социального расслоения, которое стало заметным во второй половине XVIII века. Представители правящей верхушки начали использовать труд рабов, части которых выделялись земельные участки.

## Ранняя история
По мнению Г.А.Меликишвили, первоначально Чартал было более широким понятием и включало в себе всю Кахетию, но уже во времена Леонти Мровели (XI век) в результате ассимиляции местного населения - чартальцев - грузинскими племенами, удельный вес северокавказского элемента здесь был значительно сокращен. Г.Цулая отмечает, что первую часть данного этнонима - "чар" - принято считать названием одного из племен дагестанской группы; вторая часть - "тал" - на аварском языке значит «ущелье». Л.Мровели пишет: «Кроме чартальских кавкасианов все кавкасианы, которые когда-то перешли на сторону Саурмага (предшествующего грузинского правителя). Учитывая вышесказанное, здесь можно усмотреть информацию об отделении чартальцев от остальных кавкасианов - горцев Кахетии и об ассимиляции этой «остальной» Кахетии (за исключением Чартал) грузинскими племенами. Пограничная область Чор (Цор) идентифицируется с городом-крепостью Цри - «большим городом Албании» в «стране чильбов» у Моисея Каланкатуйского. С чильбами В.Ф.Минорский связывал местность Цилбан в Джарах. Цри, как и «главный город страны Лакзан» у З.Казвини, идентифицируют с Цахуром. Возможно, Цор (аварское название Джаро-Белоканских обществ), как и Чартал изначально подразумевали более обширную территорию. На аварском языке Цор означает «предгорье», «равнина», что, согласно азербайджанской исследовательнице Сулеймановой, идентично значению слова «арран» на азербайджанском языке.

## Джарское общество
Говоря о социальном характере этого государства, профессор М. Агларов говорит о нём, как об «аристо-демократической республике». При этом М. Агларов ссылается на европейских авторов, в частности, на офицера Российской империи Гамбу, который употребляет термин «Джарская республика». Данный термин использует, к примеру, Д. Зубарев, посетивший в 1830-м году левобережье Алазани: «Джаро-Белоканская область до 1830 года составляла республику, управлявшуюся своими законами, своими властями». Так же его называет С. Броневский — «Джарская республика» и «федеративная Джарская республика».
Управление Джарской республикой замыкалось на выборной должности кадия, как главы судебной власти, выполнявшего в данном государстве также функции руководителя исполнительной власти. Местные письменные источники дают возможность проследить за хронологией пожизненного исполнения «кадиями Чара» обязанностей руководителей Джарской республики. Вышеуказанный джарский анонимный автор XIX века приводит имена кадиев и хронологию их правления на протяжении 1730—1760 годов:
«Кадий Чара умер в 1146 (1733—1734) году — Мухаммадвали.
Кадий Чара умер в 1157 (1744-45) году — Хаджиали.
Кадий Чара умер в 1158 (1745) году — Хаджимуртузали.
Кадий Чара умер в 1177 (1763-64) году — Маллаусман.
Кадий Чара умер в 1180 (1766-67) году — Малламухаммад».
Последний кадий, согласно исследованию С. Сулеймановой, является автором «Джарской летописи» (она же «Хроника войн Джара в XVIII столетии» и «Цӏоралъул аваразул рагъазул тарих»).

### Административное деление
Как подчеркивается в источниках XIX века, «земля, известная здесь вообще под именем Чары, принадлежит пяти обществам, имеющим равные права; но общество Чарское могущественнее и богаче прочих, а посему оно есть первое, второе Белоканское, третье Тальское, четвёртое Мухахское, пятое Джинихское». Данное утверждение повторяется и в других источниках: «Лезгины разделили Джарскую область на пять главных обществ, которые имели одинаковые права: Джарское, Белоканское, Тальское, Мухахское и Джинихское. Джарское общество считалось могущественнее и богаче прочих, а потому имело и большее влияние на остальные». Согласно мнению современных азербайджанских исследователей, в Алазанской долине были расположены 6 джамаатов (обществ). Ведущую роль Джара подчеркивают и местные источники. Исторически Джар, как свидетельствует местная хроника XVIII в., являлся «головой» всего Джарского государства по своей силе, многочисленности райятов и из-за большого количества земель, принадлежащих джарцам.

### Военные конфликты

#### В начале XVIII века
В 1706 году по предложению своих мтаваров кахетинский царь Давид II организовал большой карательный поход против джарцев, которые совершали частые набеги на Кахетию. Давид собрал кахетинское войско и, соединившись с отрядами тушей, пшавов и хевсуров, двинулся в поход и расположился в Вардиани. Джарцы отправились в царский лагерь посольство, обещая выплачивать обещанную дань. Имам Кули-хан согласился примириться с Джарцами, но кахетинские мтавары потребовали продолжения военных действий. Кахетинцы напали на Чардахи, опустошили и сожгли окрестные селения вплоть до Кавказских гор. Во время этого похода Джарцы внезапно напали кахетинского царя Давида, находившегося с небольшим отрядом. Туши во главе с Давидом бежали в Карагаджи. Затем отступило и кахетинское войско. Джарцы бросились преследовать отступающих кахетинцев, убивали их беспощадно. Многие вельможи были убиты и взяты в плен. Джарцы захватили богатства кахетинского царя Давида. После этой победы Джарцы сильно усилились, заняли окрестности Джари и стал еще больше нападать на кахетинские земли, разоряя, убивая и пленяя местное население. Вскоре джарцы захватили Элисени и продолжили свои разорительные набеги в глубь Кахетии. Царь Давид вынужден был переселиться из Карагаджи в Телави и Манави, где пребывал зимой.
В 1710 году разорили северный Ширван, произошло взятие Шемахи. В 1714 году Кахетинский царь, оказавшийся бессильным перед набегами джарцев, обязался платить ежегодную дань в размере 100 туманов.
После возвращения из Ирана (1715 год), Давид II в союзе с правителем Картли Иессеем выступил против джарцев, но снова потерпел поражение в битве с ними. Кахетинские феодалы были вынуждены пойти на уступки горцам в Картли и Азербайджане. Тогда горцы начали селиться в районах Кахетии. Кахетинские крестьяне (особенно в Гагмахаре) из-за жестокого феодального гнета массово перешли на сторону горцев. Чтобы выйти из этой ситуации, Давид II обратился за помощью к королю Картли Вахтангу VI, но их совместные действия, несмотря на поддержку шаха Ирана, так и не увенчались успехом.
В дальнейшем горцы Дагестана продолжали опустошать кахетинские владения. После разорения джарцами Хунани Имамкули-хан попросил у Иессе военной помощи. Иессе прислал на помощь спаспета Луарсаба с войском Бараташвили. Картлийцы прибыли в Магаро, где соединились с кахетинцами для совместного наступления против джарцев. Но горцы смогли нанести поражение союзникам. Вскоре Иессе прислал на помощи Имамкули-хану картлийское войско под командованием Автандила Амилахора. Вскоре горцы вторглись в кахетинские владения, где разорили Шилда и Кварели. По совету Алавердела Амилахора кахетинцы дали проводников горцам, которые ушли и разорили Болниси, а сами кахетинцы заключили с ними мир. Дагестанцы стали постоянно опустошать шекинское и ширванское беклярбекства. Во время мира между кахетинцами и джарцами, тушинцы совершили нападение на джарцев, перебили многих жителей и угнали стада. Джарцы бросились в погоню, но туши их разбили и обратили в бегство. Тогда джарцы прислали своё посольство к кахетинскому царю Имамкули-хану, потребовав от него объяснений. Имамкули-хан потребовал от тушей, чтобы они вернули все захваченную добычу, но те отказались. Тогда кахетинский царь с войском выступил против тушей и заставил их вернуть все награбленное джарцам.
В 1722 Джарские аварцы приступом взяли Тифлис, который должен был уплатить контрибуцию в 60 тысяч туманов. По другой версии это были дагестанцы, под предводительством Дауд-бека Мюшкюрского, Али-Султана Цахурского и Сурхай-хана Казикумухского, совершили крупный набег и приступом взяли Тифлис. В 1723 году кахетинский царь Константин, известный также под именем Махмед-Кули-хан, взял Тбилиси именно с помощью дагестанских горцев

#### Война с Надир-шахом
Джарско-Белоканские вольные общества неоднократно подвергалось внешней агрессии. Наиболее крупное столкновение произошло между джарцами обществами и войском Надир-шаха, возглавляемым его братом Ибрагим-ханом. В 1738 году близ села Джиных, 32 тысячное афшарское войско было разбито, потеряв убитым главнокомандующего армией Ибрахим-хана. В походе с ним участвовал и грузинский царь Теймураз.
В Грузии восстание поднял эристав Шанше, после поражения которого, у брата его Арагвийские эриставы отобрали жену и отдали кызылбашам. За это собрал Шанше лезгин и напал на Ананури, взял [его], разорил и истребил Арагвийских эриставов полностью так, что никто не спасся (жену эристава Георгия нагрузили каменной солью и так погнали). Но не успокоился Шанше и разорял Картлию с помощью лезгин. Пришли эти лезгины в Ташири. Узнал об этом стоявший в Казахи Сефи-хан, который прежде сидел ханом в Тбилиси и по доносу грузин отозвал его шах Надир с гневом. Пришел он с 5000 человек в Дманиси, забрал с собой Кайхосро спаспета и подоспел к лезгинам, переходящим из Ташири, атаковал и истребил так, что немногие смогли убежать. Затем вновь успел перейти в Кахетию и вышедших из Картлии [лезгин] побил многих. Кизылбаши также побивали их многажды. Однако стояли [лезгины] в Ксани и было постоянно от них разорение и пленение, так что не осталось жителей, ибо были сильно напуганы от лезгин. Так, что пятеро лезгин с пленными женщинами перезимовали в [селе] Чхиквта. Забеременев от лезгин, (женщины) родили и летом заставили забрать своих детей и ушли. (И бог допустил такое, ибо не боялись бога). После того возвратился шах Надир из Индии, прибыл и направился на страну лезгин. Вскоре после того дал [шах] Гиви Амилахвари Ксани и [звание] векила Картлии, а Бежану (дал) эриставство Арагви и велел идти на лезгин с Кахетских гор. Гиви Амилахори стал сватам Бежана эристава и занял Ксани и подчинялся Бежан Гиви. И так как шах Надир вверил ему Картлию, потребовал у него вдов, девиц и юношей по триста, пятьсот дымов мужчин и 20 000 харваров хлеба. По этой причине предложил Гиви грузинам: «Не в силах мы сделать сие и отложимся, ибо не сумел шах Надир по желанию своему покорить лезгин». И обещали они твердо. Тогда Гиви посоветовал хану идти на лезгин и выступил хан с [войском] кизылбашей и грузин. А Гиви ушел с семьей из Тбилиси, надеясь на крепости, и прибыл в ущелье Ксани. Но грузины не последовали за ним и не отложились. Услышав об этом, хан вернулся в Тбилиси и начал притеснять мтаваров из-за требуемой дани и многих бил и лишил свободы и напал на Гиви, не смог одолеть, разорил окрестности и возвратился в Тбилиси. Надиршах в продолжение года бился с лезгинами, притеснил и привел их в ужасное положение, ибо продавали детей своих и ели свинину. Однако и среди воинов шаха Надира был голод сильный, ибо четыре коди хлеба продавались за три тумана. По этой причине отступил шах Надир и возвратился в Персию. Однако Гиви не успокоился и бился с ним тбилисский хан и разоряли земли и он и эти. Поэтому Гиви также призвал лезгин, как вспомогательное войско, и побил многих кизылбашских воинов, хотя больше разорял земли. А после того по подстрекательству кахов Бежана пристава убили его же крепостные и явились к Теймуразу. А мтиулы отняли имущество у Гиви Амилахора и его семью выгнали из Хады. Однако Гиви вновь укрепил Ксанскую крепость, [а также крепости] Цхвилоси, Кехви и Сурами и ушел в Картли и не переставал Гиви разорять земли с помощью лезгин.
Надир-шах продолжил мстить джарцам за брата. Прибыв в 1741 году в Ардебиль, Надиршах приказал кахетинскому царю Теймуразу приехать к себе на поклон. Теймураз приехал в Ардебиль, где Надир-шах вручил ему командование иранским войском для похода против джарцев. Джария была опустошена и разорена, большое количество местных жителей было перебито и взято в плен, в том числе женщин, из которых Надир-шах превратил в проституток для своих воинов. После успешной этой кампании кахетинский царь Теймураз был отпущен Надир-шахом к себе на родину, чтобы снова призвать и велеть Теймуразу быть готовым с войском, чтоб вновь идти на Дагестан через Кавказские горы и отпустил.

#### Вторая половина XVIII века
В 1744 году турецкий султан прислал лезгинам клад большой с ахалцихским Юсуф-пашой и 15-тысячной армией вторгся в Восточную Грузию на помощь лезгинам. Юсуф-паша вступил в Картли, где к нему присоединился Гиви Амилахвари. Тбилисский хан-наместник призвал на помощь кахетинского царя Теймураза. Тбилисский хан и кахетинский царь соединили свои силы и расположились в Гори. Теймураз и тбилисский наместник выступили против турок, но потерпели поражение и отступили назад в Гори. Подошли османы и окружили их и клад тот с большим войском послали в страну лезгин. Ахалцихский паша подступил к Гори и осадил город. Юсуф-паша с главными силами осадил Гори, отправил часть войска с богатой казной к горцам дагестанским. Теймураз, узнав о разделении турецкой армии, сообщил об этом своему сыну Ираклию, который успел собрать войско и напал на турок на берегу Арагви. Ираклий разгромил турецкий корпус и захватил клад. Юсуф-паша, узнав о поражении, поспешно снял осаду с Гори и отступил в Ахалцихе.
Воспользовавшись отсутствием Теймураза, Абдуллах-Бег, в 1748 году, предпринял попытку захватить власть в Картлии, собрал дагестанских наёмников и при поддержке иранского гарнизона занял Тифлис, столицу Картли. В следующем году Абдуллах-Бег был окончательно разгромлен, а Тифлис был взят войсками Ираклия сын Теймураза. Также Ираклий дважды разгромил горцев, совершавших систематические разорительные набеги на Восточную Грузию.

#### В XIX веке
2 марта 1803 года русские предпринимают экспедицию в Джаро-Белоканские вольные общества, с целью наказать горцев за их постоянные набеги на Грузию. 9 марта русские войска одержали победу в Белоканской битве и сжигают селение, 27 марта после короткой перестрелки захватывают село Катех, а 29 марта вступили в оставленный жителями Джар. В начале 1804 года русское командование, направило в Джар повторную карательную экспедицию, возглавляемую генералом Гуляковым. Здесь, русские войска потерпев поражение обратились в бегство. Сам Гуляков был убит. В 1806 году после очередной экспедиции вольные общества были ликвидированы.